# Kathetostoma fluviatilis
Kathetostoma fluviatilis is een straalvinnige vissensoort uit de familie van de sterrekijkers (Uranoscopidae). De wetenschappelijke naam van de soort is voor het eerst geldig gepubliceerd in 1872 door Hutton.